# Poule D de la Coupe du monde de rugby à XV 2019
 (juillet 2020).
La poule D de la Coupe du monde de rugby à XV 2019, qui se dispute au Japon du 20 septembre au 2 novembre 2019, comprend cinq équipes dont les deux premières se qualifient pour les quarts de finale de la compétition. Conformément au tirage au sort effectué le 10 mai 2017 à Kyoto, les équipes d'Australie (Chapeau 1), du pays de Galles (Chapeau 2), de Géorgie (Chapeau 3), des Fidji (Chapeau 4) et d'Uruguay (Chapeau 5) composent ce groupe D.

## Classement
| Rang | Pays           | J | V | N | D | Em | Ee | Bo | Bd | Pm  | Pe  | Diff | Pts |
| ---- | -------------- | - | - | - | - | -- | -- | -- | -- | --- | --- | ---- | --- |
| 1    | Pays de Galles | 4 | 4 | 0 | 0 | 17 | 9  | 3  | 0  | 136 | 69  | +67  | 19  |
| 2    | Australie      | 4 | 3 | 0 | 1 | 20 | 6  | 3  | 1  | 136 | 68  | +68  | 16  |
| 3    | Fidji          | 4 | 1 | 0 | 3 | 17 | 14 | 2  | 1  | 110 | 108 | +2   | 7   |
| 4    | Géorgie        | 4 | 1 | 0 | 3 | 9  | 18 | 1  | 0  | 65  | 122 | -57  | 5   |
| 5    | Uruguay        | 4 | 1 | 0 | 3 | 6  | 22 | 0  | 0  | 60  | 140 | -80  | 4   |

|  | Qualifiés pour les quarts de finale et pour la Coupe du monde 2023 (n° 1 & n° 2) |
|  | Éliminé mais qualifié pour la Coupe du monde 2023 (n°3)                          |

## Les matches

### Australie - Fidji
Homme du match :  Tolu Latu
Points marqués :

Australie :
- 6 essais de Hooper (18e), Hodge (36e), Latu (57e, 62e), Kerevi (69e), Koroibete (73e)
- 3 transformations de Lealiifano (19e), Toomua (70e, 74e)
- 1 pénalité de Hodge (51e)

Fidji :
- 2 essais de Yato (9e), Nayacelevu (44e)
- 1 transformation de Volavola (46e)
- 3 pénalités de Volavola (5e, 23e, 31e)

Évolution du score : 0-3, 0-8, 7-8, 7-11, 7-14, 12-14, mt, 12-21, 17-21, 20-21, 25-21, 32-21, 39-21
Arbitre :  Ben O'Keeffe
Touche :  Luke Pearce /  Andrew Brace
Vidéo :  Rowan Kitt 
Résumé :
| Australie · Titulaires · 15 Kurtley Beale 70e · 14 Reece Hodge 36e · 13 James O'Connor · 12 Samu Kerevi 69e · 11 Marika Koroibete 73e · 10 Christian Lealiifano 59e · 9 Nic White 52e · 8 Isi Naisarani 57e · 7 Michael Hooper 18e · 6 David Pocock · 5 Rory Arnold 68e · 4 Izack Rodda · 3 Allan Alaalatoa 63e · 2 Tolu Latu 57e 62e 63e · 1 Scott Sio 63e · Remplaçants · 16 Jordan Uelese 63e · 17 James Slipper 63e · 18 Sekope Kepu 63e · 19 Adam Coleman 68e · 20 Lukhan Salakaia-Loto 57e · 21 Will Genia 52e · 22 Matt Toomua 59e · 23 Dane Haylett-Petty 70e · Entraîneur · Michael Cheika |  | Fidji · Titulaires · 74e Kini Murimurivalu 15 · 62e Josua Tuisova 14 · 44e Waisea Nayacalevu 13 · 61e à 71e Levani Botia 12 · Semi Radradra 11 · Ben Volavola 10 · 71e Frank Lomani 9 · 40e Viliame Mata 8 · 25e 9e Peceli Yato 7 · Dominiko Waqaniburotu 6 · Leone Nakarawa 5 · Tevita Cavubati 4 · 57e Peni Ravai 3 · 74e Sam Matavesi 2 · 57e Campese Ma'afu 1 · Remplaçants · 74e Vere Vugakoto 16 · 57e Eroni Mawi 17 · 57e Manasa Saulo 18 · 40e Tevita Ratuva 19 · 25e Mosese Voka 20 · 71e Nikola Matawalu 21 · 74e Alivereti Veitokani 22 · 62e Vereniki Goneva 23 · Entraîneur · John McKee |

### Pays de Galles - Géorgie
Homme du match :  Jake Ball
Points marqués :

Galles :
- 6 essais de Jo. Davies (3e), Tipuric (13e), Adams (19e), L. Williams (40e), T. Williams (65e) et North (76e)
- 5 transformations de Biggar (14e, 20e, 40e, 66e) et Halfpenny (77e)
- 1 pénalité de Biggar (7e)

Géorgie :
- 2 essais de Mamukashvili (43e) et Chilachava (69e)
- 2 transformations de Abzhandadze (44e, 70e)

Évolution du score : 5-0, 8-0, 15-0, 22-0, 29-0, mt, 29-7, 36-7, 36-14, 43-14
Arbitre :  Luke Pearce
Touche :  Ben O'Keeffe /  Matthew Carley
Vidéo :  Rowan Kitt 
Résumé :
| Pays de Galles · Titulaires · 15 Liam Williams 40e 62e · 14 George North 76e · 13 Jonathan Davies 3e · 12 Hadleigh Parkes · 11 Josh Adams 19e · 10 Dan Biggar 67e · 9 Gareth Davies 48e · 8 Josh Navidi · 7 Justin Tipuric 13e · 6 Aaron Wainwright 51e · 5 Alun Wyn Jones · 4 Jake Ball 62e · 3 Tomas Francis 47e · 2 Ken Owens 56e · 1 Wyn Jones 56e · Remplaçants · 16 Elliot Dee 56e · 17 Nicky Smith 56e · 18 Dillon Lewis 47e · 19 Aaron Shingler 62e · 20 Ross Moriarty 51e · 21 Tomos Williams 48e 65e · 22 Rhys Patchell 67e · 23 Leigh Halfpenny 62e · Entraîneur · Warren Gatland |  | Géorgie · Titulaires · 77e Soso Matiashvili 15 · Mirian Modebadze 14 · Davit Kacharava 13 · Tamaz Mchedlidze 12 · Giorgi Kveseladze 11 · Tedo Abzhandadze 10 · 60e Vasil Lobzhanidze 9 · 60e Beka Gorgadze 8 · Mamuka Gorgodze 7 · 55e Giorgi Tkhilaishvili 6 · 51e Konstantin Mikautadze 5 · Giorgi Nemsadze 4 · 79e 47e Beka Gigashvili 3 · 58e 55e 47e 43e Shalva Mamukashvili 2 · 47e Mikheil Nariashvili 1 · Remplaçants · 48e à 58e 47e Jaba Bregvadze 16 · 47e Guram Gogichashvili 17 · 79e 69e 47e Levan Chilachava 18 · 51e Shalva Sutiashvili 19 · 58e Beka Saghinadze 20 · 60e Otar Giorgadze 21 · 60e Gela Aprasidze 22 · 77e Lasha Khmaladze 23 · Entraîneur · Milton Haig |

### Fidji - Uruguay
Homme du match :  Felipe Berchesi
Points marqués :

Fidji :
- 5 essais de Dolokoto (8e), Mawi (19e), Ratuniyarawa (48e) et Matawalu (67e, 81e)
- 1 transformation de Matavesi (20e)

Uruguay :
- 3 essais de Arata (14e), Diana (22e) et Cat (26e)
- 3 transformations de Berchesi (15e, 23e, 28e)
- 3 pénalités de Berchesi (38e, 61e, 76e)

Évolution du score : 5-0, 5-7, 12-7, 12-14, 12-21, 12-24 mt, 17-24, 17-27, 22-27, 22-30, 27-30
Arbitre :  Pascal Gaüzère
Touche :  Angus Gardner /  Andrew Brace
Vidéo :  Marius Jonker
Résumé :
| Fidji · Titulaires · 15 Alivereti Veitokani 52e · 14 Filipo Nakosi 61e · 13 Semi Radradra · 12 Jale Vatubua · 11 Vereniki Goneva · 10 Josh Matavesi · 9 Henry Seniloli 57e · 8 Leone Nakarawa · 7 Mosese Voka 71e · 6 Dominiko Waqaniburotu · 5 Api Ratuniyarawa 48e · 4 Tevita Ratuva 69e · 3 Manasa Saulo 61e · 2 Mesulame Dolokoto 8e 69e · 1 Eroni Mawi 19e 61e · Remplaçants · 16 Veremalua Vugakoto 69e · 17 Campese Ma'afu 61e · 18 Lee Roy Atalifo 61e · 19 Tevita Cavubati 69e · 20 Sam Matavesi 71e · 21 Nikola Matawalu 57e 67e 81e · 22 Ben Volavola 52e · 23 Levani Botia 61e · Entraîneur · John McKee |  | Uruguay · 61e Gastón Mieres 15 · Nicolás Freitas 14 · 38e 40e 69e 26e Juan Manuel Cat 13 · Andrés Vilaseca 12 · Rodrigo Silva 11 · Felipe Berchesi 10 · 57e 14e Santiago Arata 9 · 57e 22e Manuel Diana 8 · Santiago Civetta 7 · Juan Manuel Gaminara 6 · Manuel Leindekar 5 · 69e 77e Ignacio Dotti 4 · 50e Diego Arbelo 3 · 78e Germán Kessler 2 · 57e Mateo Sanguinetti 1 · Remplaçants · 78e Guillermo Pujadas 16 · 57e Facundo Gattas 17 · 50e Juan Rombys 18 · 69e 77e Franco Lamanna 19 · 57e Juan Diego Ormaechea 20 · 57e Agustín Ormaechea 21 · 61e Felipe Etcheverry 22 · 38e 40e 69e Tomás Inciarte 23 · Entraîneur · Esteban Meneses |

### Géorgie - Uruguay
Homme du match :  Otar Giorgadze
Points marqués :

Géorgie :
- 5 essais de Todua (9e), Giorgadze (30e), Chilachava (43e), Bregvadze (52e) et Kveseladze (58e)
- 4 transformations de Abzhandadze (30e, 44e, 53e, 59e)

Uruguay :
- 1 essai de Vilaseca (33e)
- 1 transformation de Berchesi (34e)

Évolution du score : 5-0, 12-0, 12-7, mt, 19-7, 26-7, 33-7
Arbitre :  Wayne Barnes
Touche :  Paul Williams /  Alexandre Ruiz
Vidéo :  Marius Jonker
Résumé :
| Géorgie · Titulaires · 15 Lasha Khmaladze 73e · 14 Zurab Dzneladze · 13 Giorgi Kveseladze 58e · 12 Lasha Malaguradze 60e · 11 Alexander Todua 9e · 10 Tedo Abzhandadze · 9 Gela Aprasidze 68e · 8 Otar Giorgadze 30e · 7 Beka Saghinadze · 6 Shalva Sutiashvili 78e · 5 Konstantin Mikautadze 60e · 4 Lasha Lomidze · 3 Levan Chilachava 43e 49e · 2 Jaba Bregvadze 52e 65e · 1 Guram Gogichashvili · Remplaçants · 16 Vano Karkadze 65e · 17 Beka Gigashvili · 18 Giorgi Melikidze 49e · 19 Mamuka Gorgodze 60e · 20 Beka Gorgadze 78e · 21 Vasil Lobzhanidze 68e · 22 Merab Sharikadze 60e · 23 Soso Matiashvili 73e · Entraîneur · Milton Haig |  | Uruguay · 40e Gastón Mieres 15 · 64e Nicolás Freitas 14 · Juan Manuel Cat 13 · 33e Andrés Vilaseca 12 · Rodrigo Silva 11 · Felipe Berchesi 10 · Santiago Arata 9 · Alejandro Nieto 8 · 60e Santiago Civetta 7 · 60e Juan Manuel Gaminara 6 · Manuel Leindekar 5 · 64e Ignacio Dotti 4 · 47e Juan Rombys 3 · 60e Germán Kessler 2 · 47e Mateo Sanguinetti 1 · Remplaçants · 60e 77e Facundo Gattas 16 · 47e Juan Echeverría 17 · 47e Diego Arbelo 18 · 64e Diego Magno 19 · 60e Juan Diego Ormaechea 20 · 60e Manuel Ardao 21 · 64e Agustín Ormaechea 22 · 40e Leandro Leivas 23 · Entraîneur · Esteban Meneses |

### Australie - Pays de Galles
Homme du match :  Gareth Davies
Points marqués :

Australie :
- 3 essais de Ashley-Cooper (20e), Haylett-Petty (45e) et Hooper (61e)
- 2 transformations de Toomua (46e, 62e)
- 2 pénalités de Foley (28e) et Toomua (67e)

Galles :
- 2 essais de Parkes (12e) et G. Davies (37e)
- 2 transformations de Biggar (14e) et Patchell (38e)
- 3 pénalités de Patchell (32e, 36e, 71e)
- 2 drops de Biggar (1re) et Patchell (43e)

Évolution du score : 0-3, 0-10, 5-10, 8-10, 8-13, 8-16, 8-23, mt, 8-26, 15-26, 22-26, 25-26, 25-29
Arbitre :  Romain Poite
Touche :  Luke Pearce /  Karl Dickson
Vidéo :  Ben Skeen
Résumé :
| Australie · Titulaires · 15 Dane Haylett-Petty 45e · 14 Adam Ashley-Cooper 20e 48e · 13 James O'Connor · 12 Samu Kerevi · 11 Marika Koroibete · 10 Bernard Foley 45e · 9 Will Genia 53e · 8 Isi Naisarani 68e · 7 Michael Hooper 61e · 6 David Pocock · 5 Rory Arnold 63e · 4 Izack Rodda · 3 Allan Alaalatoa 63e · 2 Tolu Latu 66e · 1 Scott Sio 63e · Remplaçants · 16 Jordan Uelese 66e · 17 James Slipper 63e · 18 Sekope Kepu 63e · 19 Adam Coleman 63e · 20 Lukhan Salakaia-Loto 68e · 21 Nic White 53e · 22 Matt Toomua 45e · 23 Kurtley Beale 48e · Entraîneur · Michael Cheika |  | Pays de Galles · Titulaires · Liam Williams 15 · George North 14 · Jonathan Davies 13 · 70e 12e Hadleigh Parkes 12 · Josh Adams 11 · 28e Dan Biggar 10 · 71e 37e Gareth Davies 9 · Josh Navidi 8 · Justin Tipuric 7 · 49e Aaron Wainwright 6 · Alun Wyn Jones 5 · 63e Jake Ball 4 · 63e Tomas Francis 3 · 66e Ken Owens 2 · 49e Wyn Jones 1 · Remplaçants · 66e Elliot Dee 16 · 49e Nicky Smith 17 · 63e Dillon Lewis 18 · 63e Aaron Shingler 19 · 49e Ross Moriarty 20 · 71e Tomos Williams 21 · 28e Rhys Patchell 22 · 70e Owen Watkin 23 · Entraîneur · Warren Gatland |

### Pays de Galles - Fidji
Homme du match :  Semi Radradra
Points marqués :

Pays de Galles :
- 4 essais de Adams (19e, 31e, 61e) et Williams (70e)
- 3 transformations de Biggar (20e, 32e) et Patchell (71e)
- 1 pénalité de Patchell (58e)

Fidji :
- 3 essais de Tuisova (4e), Murimurivalu (9e) et de pénalité (54e)

Évolution du score : 0-5, 0-10, 7-10, 14-10, mt, 14-17, 17-17, 22-17, 29-17
Arbitre :  Jérôme Garcès
Touche :  Romain Poite /  Karl Dickson
Vidéo :  Ben Skeen
Résumé :
| Pays de Galles · Titulaires · 15 Liam Williams 70e · 14 George North · 13 Jonathan Davies 63e · 12 Hadleigh Parkes · 11 Josh Adams 19e 31e 61e 71e · 10 Dan Biggar 56e · 9 Gareth Davies · 8 Ross Moriarty · 7 James Davies 14e 20e 53e à 63e 68e · 6 Josh Navidi · 5 Alun Wyn Jones · 4 Jake Ball 71e · 3 Tomas Francis 71e · 2 Ken Owens 8e à 20e 68e · 1 Wyn Jones 71e · Remplaçants · 16 Elliot Dee 14e 20e 68e · 17 Rhys Carré 71e · 18 Dillon Lewis 71e · 19 Aaron Shingler 71e · 20 Aaron Wainwright 68e · 21 Tomos Williams 71e · 22 Rhys Patchell 56e · 23 Owen Watkin 63e · Entraîneur · Warren Gatland |  | Fidji · Titulaires · 9e Kini Murimurivalu 15 · 4e Josua Tuisova 14 · Waisea Nayacalevu 13 · 32e Levani Botia 12 · Semi Radradra 11 · Ben Volavola 10 · 68e Frank Lomani 9 · 62e Viliame Mata 8 · 29e à 39e Semi Kunatani 7 · Dominiko Waqaniburotu 6 · Leone Nakarawa 5 · 64e 17e à 27e Tevita Cavubati 4 · 52e Manasa Saulo 3 · 71e Sam Matavesi 2 · 40e Campese Ma'afu 1 · Remplaçants · 71e Mesulame Dolokoto 16 · 40e Eroni Mawi 17 · 52e Peni Ravai 18 · 64e Api Ratuniyarawa 19 · 62e Peceli Yato 20 · 68e Nikola Matawalu 21 · 32e Jale Vatubua 22 · Josh Matavesi 23 · Entraîneur · John McKee |

### Pays de Galles - Uruguay
Homme du match :  Leigh Halfpenny
Points marqués :

Pays de Galles :
- 5 essais de Smith (16e), Adams (48e), de pénalité (65e), Williams (73e) et Davies (84e)
- 4 transformations de Halfpenny (17e, 49e, 74e, 85e)

Uruguay :
- 1 essai de Kessler (70e)
- 1 transformation de Berchesi (71e)
- 2 pénalités de Berchesi (21e, 38e)

Évolution du score : 7-0, 7-3, 7-6, mt, 14-6, 21-6, 21-13, 28-13, 35-13
Arbitre :  Angus Gardner
Touche :  Luke Pearce /  Karl Dickson
Vidéo :  Rowan Kitt
Résumé :
| Pays de Galles · Titulaires · 15 Leigh Halfpenny · 14 Josh Adams 48e 70e · 13 Owen Watkin · 12 Hadleigh Parkes · 11 Hallam Amos · 10 Rhys Patchell · 9 Aled Davies 60e · 8 Aaron Wainwright 59e · 7 Justin Tipuric 59e · 6 Aaron Shingler · 5 Adam Beard · 4 Bradley Davies · 3 Dillon Lewis 64e · 2 Ryan Elias 52e · 1 Nicky Smith 16e 52e · Remplaçants · 16 Elliot Dee 52e · 17 Rhys Carré 52e · 18 Wyn Jones 64e · 19 Jake Ball · 20 Ross Moriarty 59e · 21 James Davies 59e · 22 Tomos Williams 60e 73e · 23 Gareth Davies 70e 84e · Entraîneur · Warren Gatland |  | Uruguay · 64e Gastón Mieres 15 · 78e Leandro Leivas 14 · 74e 78e Juan Manuel Cat 13 · Andrés Vilaseca 12 · Nicolás Freitas 11 · Felipe Berchesi 10 · 58e Santiago Arata 9 · 58e Alejandro Nieto 8 · 65e à 75e Santiago Civetta 7 · Juan Manuel Gaminara 6 · Manuel Leindekar 5 · 58e Ignacio Dotti 4 · 52e Diego Arbelo 3 · 76e 70e Germán Kessler 2 · 51e Mateo Sanguinetti 1 · Remplaçants · 76e Guillermo Pujadas 16 · 51e Juan Echeverría 17 · 52e Juan Rombys 18 · 58e Diego Magno 19 · 58e Manuel Diana 20 · 58e Agustín Ormaechea 21 · 74e Tomás Inciarte 22 · 64e Rodrigo Silva 23 · Entraîneur · Esteban Meneses |